# Lycenchelys makushok
Lycenchelys makushok és una espècie de peix de la família dels zoàrcids i de l'ordre dels perciformes.

## Morfologia
- Els mascles poden assolir 14 cm de longitud total.
- Nombre de vèrtebres: 136.[4]

## Hàbitat
És un peix marí i d'aigües profundes que viu fins als 800 m de fondària.

## Distribució geogràfica
Es troba a les Illes Kurils.

## Observacions
És inofensiu per als humans.